# Industrie minière en Afrique du Sud
L’industrie minière en Afrique du Sud a été le principal moteur de l’histoire et du développement de l’économie du pays qui fut longtemps le plus avancé et le plus riche d’Afrique,. L’exploitation minière à grande échelle a commencé avec la découverte d’un diamant sur les rives du fleuve Orange en 1867 par Erasmus Jacobs et la découverte et l’exploitation des filons de Kimberley quelques années plus tard. Les ruées vers l’or à Pilgrim’s Rest et Barberton furent les précurseurs de la plus grande découverte de toutes, le Main Reef, sur la ferme de Gerhardus Oosthuizen Langlaagte en 1886. S'ensuivit la ruée vers l’or du Witwatersrand et l'exploitation du plus grand gisement d’or jamais découvert.

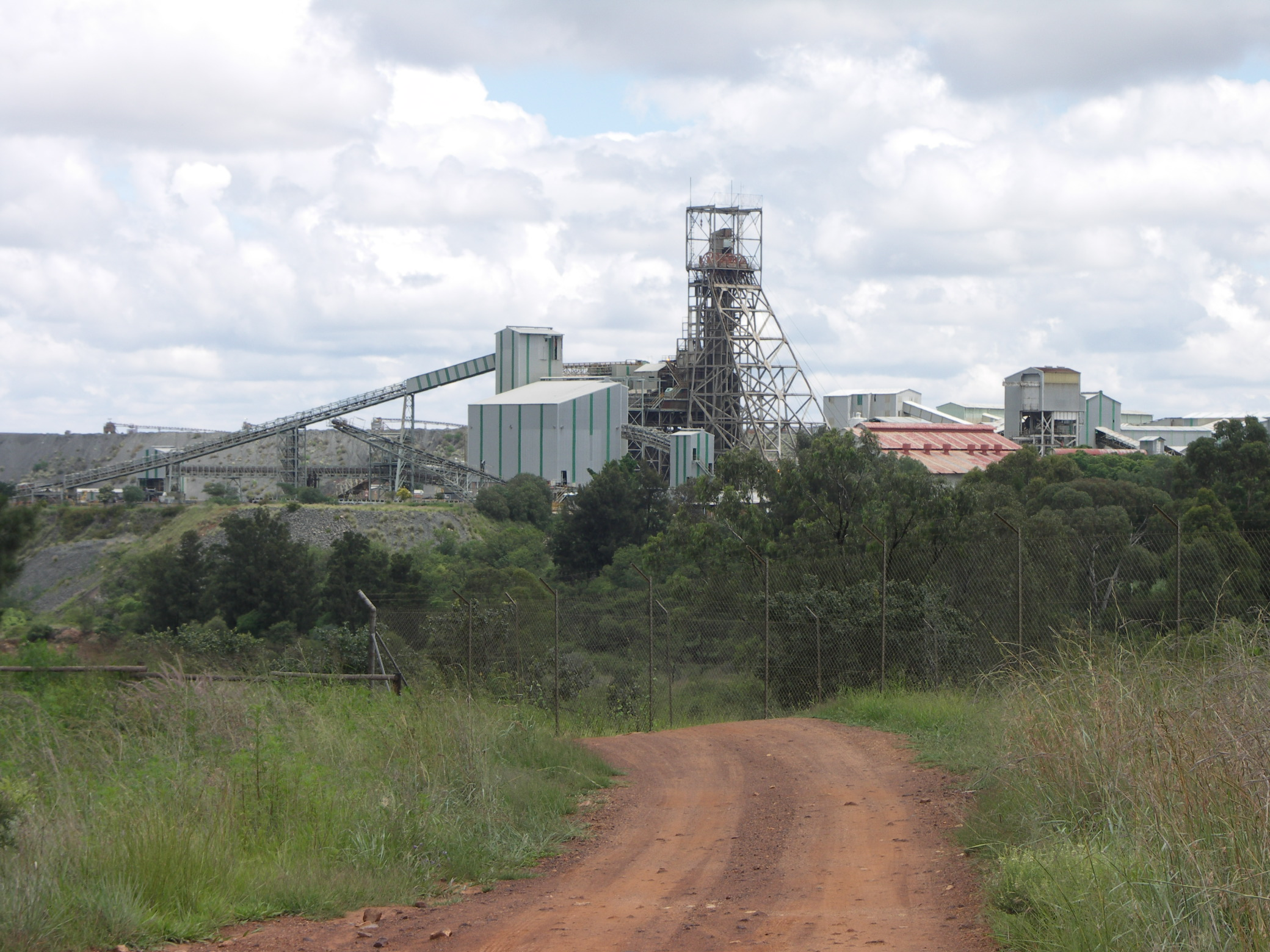
Mine de diamant à Cullinan

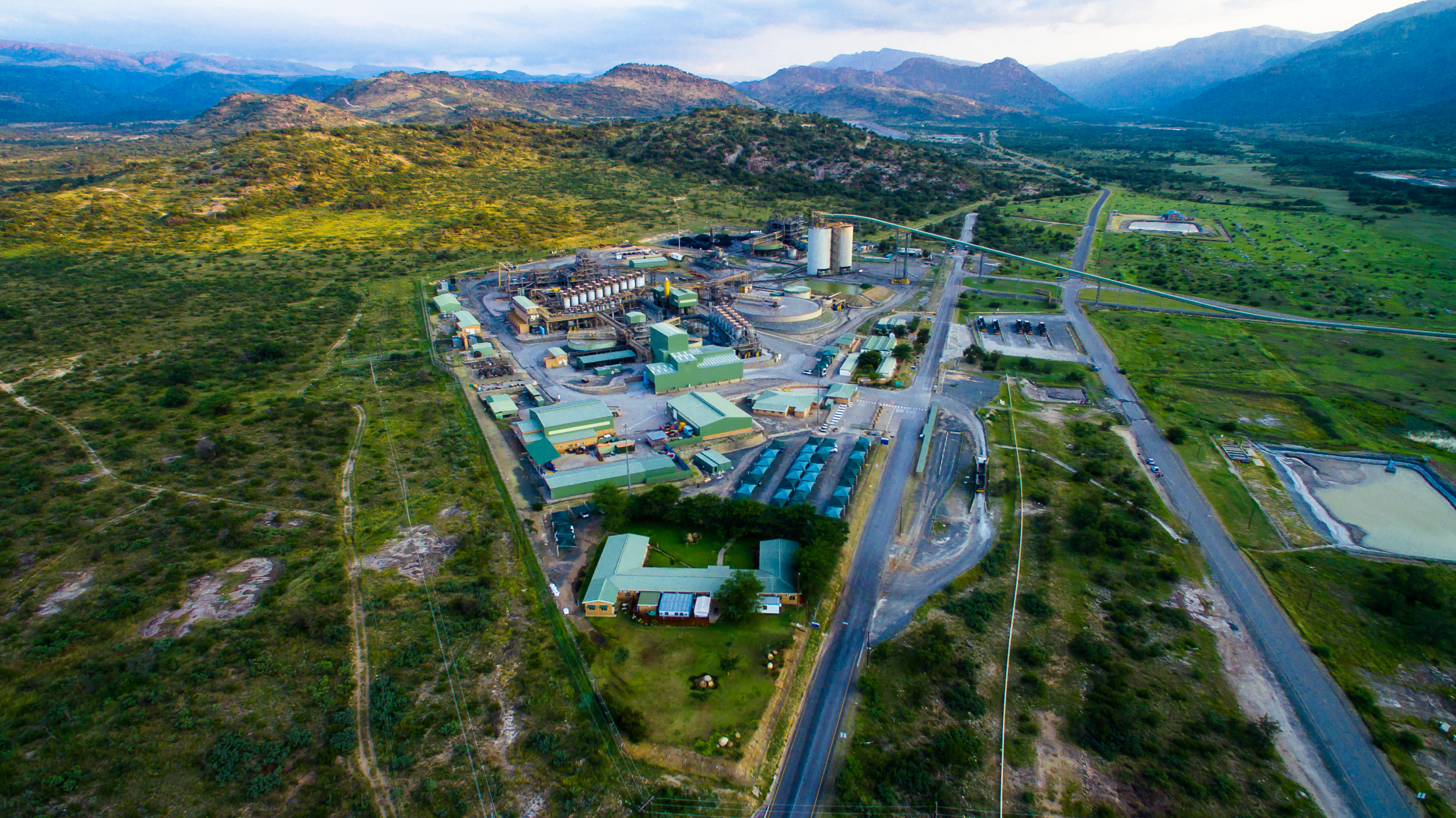
Vue aérienne sur la Two Rivers mine à Steelpoort, Limpopo

De nos jours les productions de diamants et d’or sont tombées bien en deçà de leurs sommets d'antan, - bien que l’Afrique du Sud soit toujours au cinquième rang mondial pour l’or - mais elles restent une source de richesses pour le pays. C’est le plus grand producteur au monde de chrome, de manganèse, de platine, de vanadium et de vermiculite. C’est le deuxième producteur d’ilménite, de palladium, de rutile et de zirconium. C’est aussi le troisième exportateur de charbon au monde. L’Afrique du Sud est également un grand producteur de minerai de fer ; en 2012 elle a dépassé l’Inde pour devenir le troisième plus grand fournisseur de minerai de fer de la Chine, le plus gros consommateur de minerai de fer au monde. 
En raison d’antécédents de corruption et de mauvaise administration dans le secteur minier sud-africain, le secrétaire général de l’ANC, Gwede Mantashe, a annoncé au début de l'année 2013 que les sociétés minières qui feraient de fausses déclarations verraient leur permis révoqué.

## Histoire
Les découvertes de diamants et d’or ont joué un rôle important dans le développement de l’économie sud-africaine. Un gisement de diamants fut découvert sur un site au nord-est du Cap, et des milliers de blancs et de noirs se précipitèrent dans la région de Kimberley pour profiter de cette découverte[Quand ?]. Les Britanniques annexèrent plus tard cette région du Griqualand West et ses champs de diamants. En 1868, la république sud-africaine tenta d’annexer les zones près de filon de diamants nouvellement découverts, suscitant les protestations du gouvernement colonial britannique voisin. Ces annexions ont par la suite mené à la première guerre des Boers de 1880 à 1881.
De l’or fut ensuite découvert dans la région connue sous le nom de Witwatersrand, déclenchant ce qui allait devenir la ruée vers l’or du Witwatersrand en 1886. Comme pour les découvertes de diamants précédentes, la ruée vers l’or vit affluer dans la région des milliers d’expatriés étrangers, les Uitlanders. Les tensions politiques accrues entre les Uitlanders et les Boers dans la région contribuèrent à la deuxième guerre des Boers en 1899.
La propriété des mines de diamant et d’or se concentra entre les mains de quelques entrepreneurs, en grande partie d’origine européenne, connus sous le nom de Randlords. L’Afrique du Sud devient le plus grand pays producteur de diamants au monde, et la compagnie De Beers, financée par le baron Nathaniel Mayer Rothschild en 1887, et dont Cecil Rhodes en devient le président fondateur du conseil d’administration en 1888, en est le fer de lance. La place de Cecil Rhodes dans la De Beers fut plus tard prise par sir Ernest Oppenheimer, cofondateur de la Anglo-American Corporation avec J.P. Morgan.
L’industrie de l’exploitation aurifère continue de croître pendant une grande partie du début du XXe siècle, contribuant de façon importante au triplement de la valeur économique de ce qu’on appelait alors l’Union de l’Afrique du Sud. Les revenus tirés des exportations d’or en particulier ont fourni suffisamment de capital pour acheter des machines et des produits pétroliers dont avait grandement besoin le pays pour soutenir une industrie manufacturière en expansion.
En 2007, l’industrie minière sud-africaine employait 493000 travailleurs. Elle représentait 18 % du produit intérieur brut de 588 milliards de dollars américains de l’Afrique du Sud,.

## Charbon

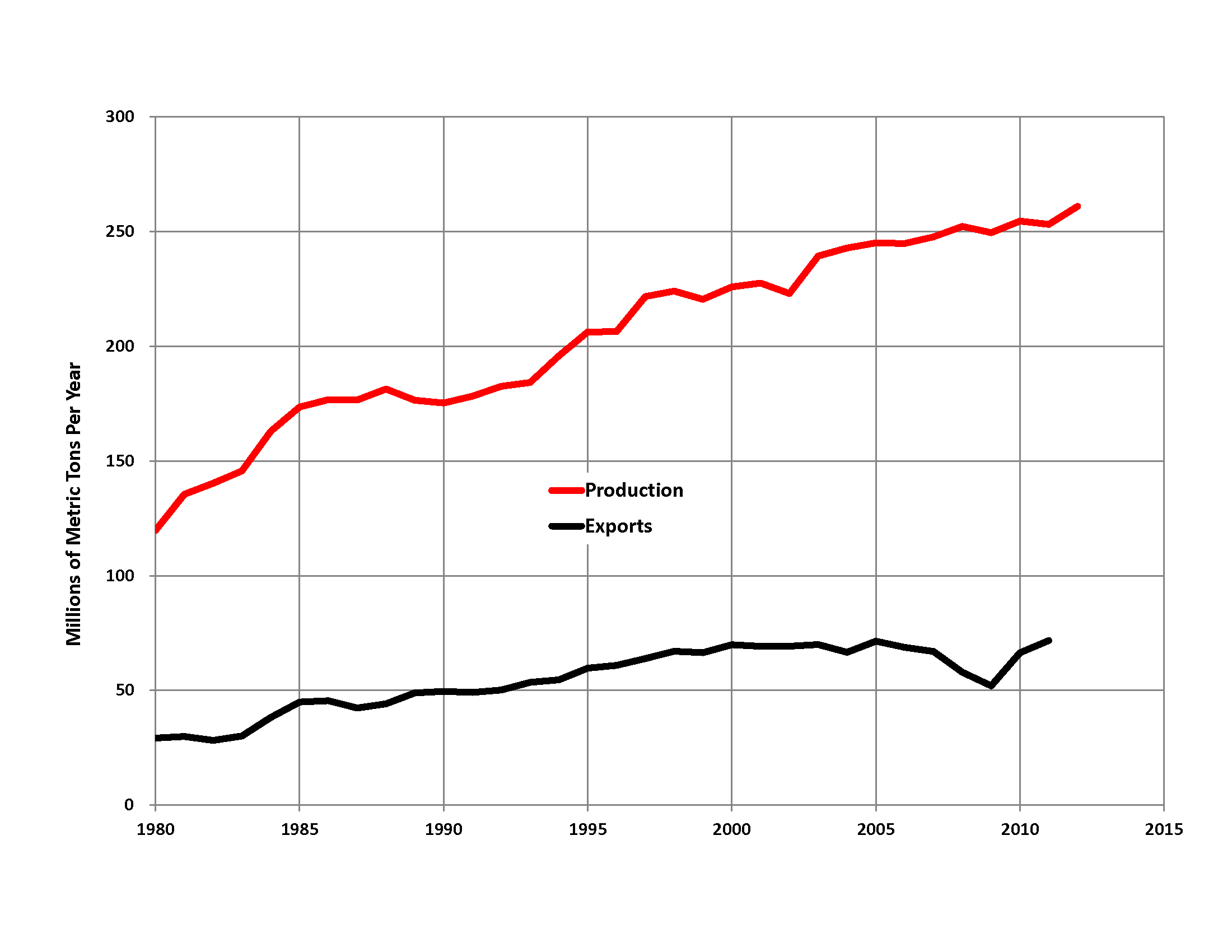
Production de charbon (rouge) et exportations (noir)

L’Afrique du Sud est le troisième exportateur mondial de charbon, et une grande partie du charbon du pays est utilisée pour la production d’électricité (environ 40 % ). Le charbon représente 77 % du mixte énergétique de l’Afrique du Sud. Cette industrie a un impact environnemental important, et certaines régions minières du highveld figurent parmi les plus polluées au monde,.
La catastrophe minière la plus meurtrière du pays concerne une mine de charbon. Le 21 janvier 1960, la mine de Coalbrook s'effondre, causant la mort de plus de 400 mineurs. 

## Or

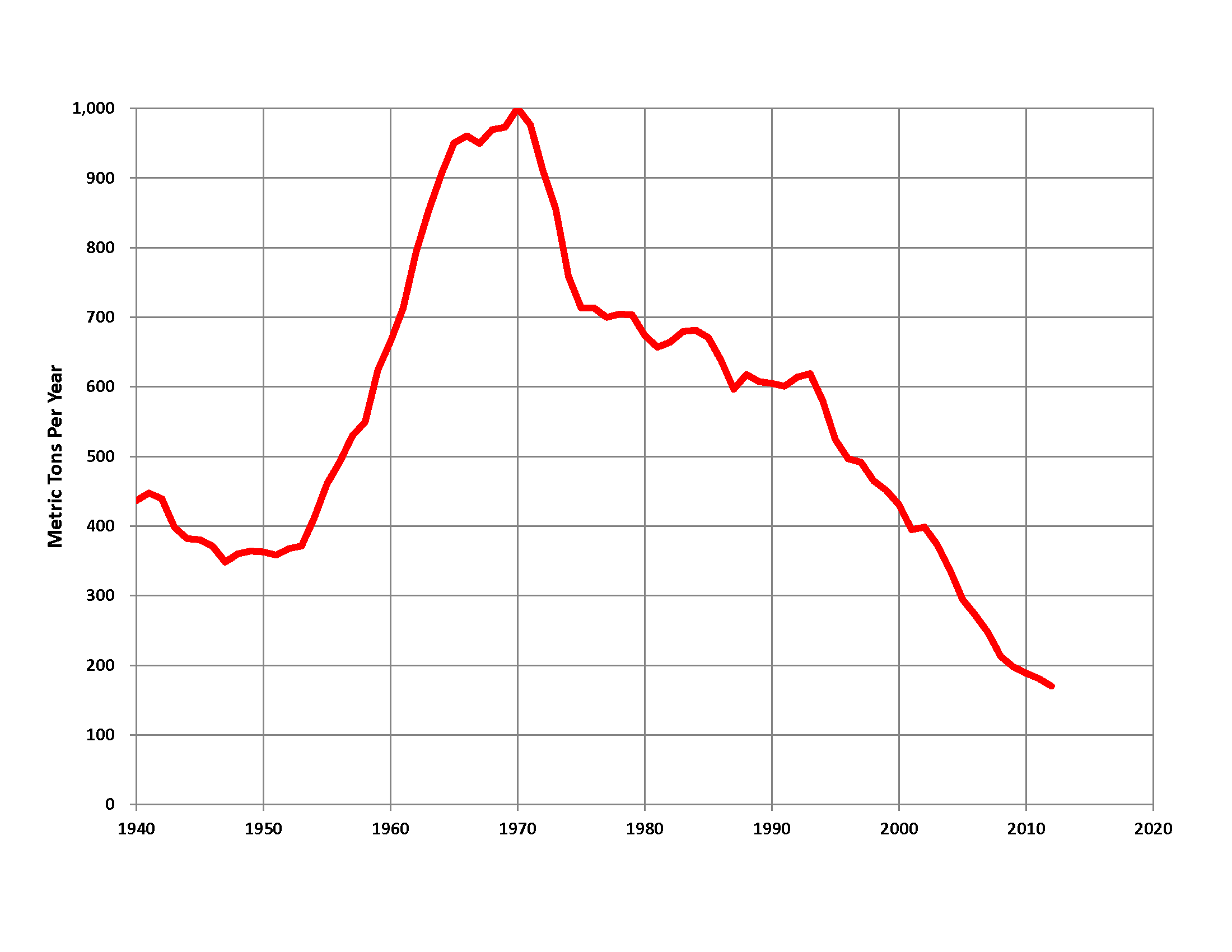
Production d'or en Afrique du Sud entre 1940 et 2011

L’Afrique du Sud représentait 15 % de la production mondiale d’or en 2002 et 12 % en 2005. En 1993 cette proportion était de 30 %. Malgré la baisse régulière de la production, les exportations d’or de l’Afrique du Sud étaient évaluées à 3,8 milliards de dollars américains en 2005. Fin 2018, l’Afrique du Sud disposait encore d’un potentiel de 6000 tonnes de réserves.  
Parmi les mines d’or du pays se trouvent deux des mines les plus profondes au monde. La mine East Rand, à Boksburg, s’étend sur une profondeur de 3585 mètres. Une mine moins profonde de 4 mètres est située à TauTona, à Carletonville, mais des plans sont en place pour commencer les travaux de prolongement de la mine de TauTona, ce qui porterait sa profondeur totale à plus de 3 900 mètres et battrait ainsi le record actuel de 39 mètres. À ces profondeurs la température des roches est de 60 °C.
L’or du bassin du Witwatersrand fut déposé au cours des millénaires dans d’anciens lits de rivières ayant été entrainés vers les profondeurs du sol depuis des ceintures de roches vertes riches en or et présentes au nord et à l’ouest. Des études isotopiques Rhenium-osmium indiquent que l’or dans ces dépôts provenait d’infiltrations datant de trois milliards d’années et provenant d'un manteau rocheux connu sous le nom de komatiites.

## Diamants
Depuis la grève de Kimberley en 1868, l’Afrique du Sud est un leader mondial de la production de diamants. Les principales mines de diamants en Afrique du Sud, y compris les sept plus grandes mines du pays, sont contrôlées par la De Beers Consolidated Mines Company. En 2003, les activités de la De Beers représentaient 94 % de la production totale de diamant du pays, soit 11 900 000 carats (2,38 tonnes). Ce chiffre comprend à la fois les pierres précieuses et les diamants industriels. La production de diamants a augmenté en 2005 pour atteindre plus de 1500000 carats (3,16 t). L'industrie de la taille des diamants bruts, à forte valeur ajoutée, est en net déclin en Afrique du Sud, notamment à cause de la concurrence de pays à la main d'œuvre bon marché comme l'Inde la Chine et le Botswana.

## Platine et palladium
L’Afrique du Sud produit plus de platine et de métaux similaires que tout autre pays. En 2005, 78 % du platine mondial a été produit en Afrique du Sud, avec 39 % du palladium mondial. Plus de 163 tonnes de platine ont été produits en 2010, générant des recettes d’exportation de 3,82 milliards de dollars américains. Le palladium est produit de deux façons : par récupération et par production minière. Actuellement, la Russie et l’Afrique du Sud sont les plus grands producteurs de palladium au monde.

## Chrome
Le chrome est un autre produit majeur de l’industrie minière sud-africaine. Le métal, utilisé dans l’acier inoxydable et pour une série d’applications industrielles, est extrait sur dix sites à travers le pays. La production de chrome de l’Afrique du Sud représentait 100 % de la production mondiale en 2005, et elle se composait de 7 490 000 tonnes de matériaux.

## Uranium
L’Afrique du Sud possède la deuxième plus grande réserve d’uranium au monde après l'Australie. La Nuclear Fuels Corporation of South Africa (NUFCOR) a commencé à traiter l’uranium comme sous-produit de l’extraction de l’or en 1967,. La majeure partie de l’uranium extrait en tant que sous-produit de l’extraction de l’or est concentrée dans les champs aurifères de la région du Witwatersrand. L’uranium est plus facilement exploitable que l’or en Afrique du Sud.
Un certain nombre de sociétés minières transforment l’uranium des mines qu’elles possèdent. Anglo Gold Ashanti, Sibayane Gold Ltd, Harmony Gold Mining Co.,,, First Uranium et Peninsula Energy possèdent ou contrôlent la plupart des usines de traitement de l’uranium à partir de l’or en Afrique du Sud.
Bien que la production d’uranium en Afrique du Sud ait diminué, passant de 711t en 2000 à 579t en 2010, 930t ont été produites en 2011 avec une prévision de 2000t d’ici 2020. En 2016, Tasman Pacific Minerals, propriété de Peninsula Energy, planifiait l’ouverture de la première mine de minerai d’uranium, Tasman RSA.

### Romans
- Wilbur Smith, Quand le lion a faim (When the Lion Feeds), 1964